# 铃木善幸
铃木善幸（日语：／ Suzuki Zenkō；1911年1月11日—2004年7月19日），日本政治人物，第70任日本內閣總理大臣。

## 生平
1911年1月11日出生于岩手縣。1936年畢業於東京水產學校水產講習所（今東京海洋大學）。铃木善幸于1947年第一次当选众议员，1960年首次入阁，出任邮政大臣，此后相继担任过内阁官房长官、厚生大臣、农林水产大臣以及自民党总务会长。
1980年6月，日本国会举行众参同日选举，时任日本首相大平正芳病逝，铃木作为大平派的负责人成为了首相。铃木善幸在内政方面强调要进行不增税的财政重建。但是由于当时全球经济不景气，重建财政政策受挫。在外交方面，他认为“日美同盟关系不包含军事意义”，使日美关系出现波折，导致时任外相伊东正义辞职。
1982年10月铃木善幸宣布下台，由中曾根康弘接任首相。1990年，从政界引退。2004年7月19日卒于东京都。

## 荣誉

### 日本勋章奖章
- 大勋位菊花大绶章（2004年7月19日）

### 外国勋章奖章
- 天主教伊莎贝尔女王大十字勋章（西班牙语：Orden de Isabel la Católica）（西班牙，1980年10月23日批准[3]）：西班牙国王胡安·卡洛斯一世于1980年10月27日至31日对日本进行国事访问[4]。
- 意大利共和国功绩骑士大十字勋章（ 意大利，1982年3月9日公布[5]）：意大利总统佩尔蒂尼于1982年3月9日至15日对日本进行国事访问[6]。
- 修交勋章光化章（韩国）